# Abu Yaqub Yusuf
Abu Yaqub Yusuf, död 1184, var monark i Almohadkalifatet 1163–1184.